# Ise (1916)
Ise (jap. 伊勢) – japoński pancernik typu Ise z okresu II wojny światowej. Wraz z bliźniaczą jednostką „Hyūga” przebudowany na pancerniko-lotniskowiec.

## Historia
Pancernik „Ise” został zaprojektowany jako ulepszona wersja jednostek typu Fusō. Budowę w stoczni Kawasaki Heavy Industries w Kobe rozpoczęto 5 maja 1915. Wodowanie miało miejsce w listopadzie 1916, oddanie do służby 15 grudnia 1917. W latach 1921–1928 i 1934–1937 okręt przeszedł modernizacje, dzięki którym otrzymał m.in.: dodatkowe opancerzenie, katapultę dla samolotu i dodatkowe działa przeciwlotnicze. Wymieniono siłownię okrętową, dzięki czemu znacznie wzrosła prędkość maksymalna. Pomimo modernizacji okręt miał szereg wad: relatywnie mała prędkość, duża załoga i nadmierne zużycie paliwa.
Okręt wziął udział w inwazji na Aleuty w czerwcu 1942.
Po utracie 4 lotniskowców w bitwie pod Midway zapadła decyzja o przebudowaniu jednostek typu Ise na pancerniko-lotniskowce. Przebudowa rozpoczęła się we wrześniu 1942 i trwała rok. W celu zapewnienia miejsca dla hangarów i pokładu dla samolotów usunięto dwie rufowe wieże artylerii głównej. Wyposażenie lotnicze stanowiły 22 bombowce nurkujące typu 14-Shi (Judy). Pokład startowy umożliwiał jedynie start samolotów, zakładano, że po wykonaniu zadania będą lądowały na klasycznych lotniskowcach lub lotniskach lądowych.
W październiku 1944 „Ise”, „Hyuga” i 4 lotniskowce wzięły udział w bitwie o Leyte. Po bitwie „Ise” wrócił do portu w Kure w celu dokonania napraw. Osiadł na dnie basenu portowego w lutym 1945 z powodu uszkodzeń odniesionych od wybuchów ciężkich bomb zrzuconych z samolotów z lotniskowców „Ticonderoga” i „Lexington”. W 1946 wrak podniesiono z dna i złomowano.